# 542 Сюзанна
542 Сюзанна (542 Susanna) — астероїд головного поясу, відкритий 15 серпня 1904 року у Гейдельберзі.